# Jaume Medina
Jaume Medina (Vic, 6 aprile 1949 – 12 marzo 2023) è stato un filologo classico, latinista, scrittore, traduttore e poeta spagnolo.

## Biografia

### Cursus accademico
Studiò nell'istituto di educazione secondaria del suo villaggio natale, quindi si laureò in filologia classica nell'Università di Barcellona in 1972. La sua tesi di laurea, letta in 1976 nell'Università Autonoma di Barcellona, verteva sui ritmi classici nella poesia catalana. Lavorò come professore di filologia latina dal 1972 in quest'università (cattedratico dal 2009).

### Ricerca
Le sue ricerche, di carattere eminentemente filologico, furono dedicate alla lingua e letteratura latine di tutte le epoche, con un'attenzione speciale al latino volgare, tardoantico, medievale ed umanistico, così come alla retorica classica, alla metrica e alla stilistica. Egli si dedicò anche allo studio del pensiero e alla civilizzazione dell'antica Roma. Partecipò a diversi corsi di introduzione al latino e impartì numerosi corsi rivolti agli studenti del dottorato di ricerca. Collaborò a vari progetti di ricerca e ne diresse uno dedicato all'edizione di diverse opere latine di Raimondo Lullo. In tutto pubblicò più di trecento studi su filologia latina (lingua e letteratura), tradizione classica e filologia catalana (lingua e letteratura). Impartì numerosi seminari e conferenze su letteratura antica e moderna. Fu fondatore della Società Catalana di Studi Classici (1979), e coordinatore del Simposio Carles Riba (1984). Era membro del consiglio di direzione della Fondazione Bernat Metge. Fu uno dei collaboratori della Storia della letteratura catalana di Riquer-Comas-Molas.
Realizzò diverse traduzioni in catalano nelle collezioni di Textos Filosòfics (Testi Filosofici), Clàssics del Cristianisme (Classici del Cristianismo) e Fondazione Bernat Metge. Collaboratore del Raimundus-Lullus-Institut della Università di Friburgo in Brisgovia (Germania) nel lavoro di edizione delle opere latine di Ramon Llull, pubblicò anche nella collezione del Corpus Christianorum, Continuatio Mediaeualis, stampata in Turnhout (Belgio) da Brepols. 
I suoi articoli apparverò in diverse riviste di ricerca e di creazione, come Presència, Els Marges, Faventia, Reduccions, Llengua & Literatura, Serra d'Or, Revista de Catalunya, L'Avenç, Clot, Faig, Quaderns de Pastoral, Ausa, Qüestions de Vida Cristiana, Cala Murta, Estudis Romànics, Ínsula, Revista de Filología Románica, Revista de lenguas y literaturas catalana, gallega y vasca, Analecta Sacra Tarraconensia, Quaderns de Versàlia, Llengua Nacional, Studia Lulliana, e le digitale Methodos, Mirandum, Convenit, Revista Internacional d’Humanitats, Notandum, Mirabilia.
Intervenne anche nella stampa quotidiana con articoli in La Vanguardia, El País, Avui, Catalunya Cristiana, El 9 Nou e nel giornale digitale Núvol. 

### Produzione letteraria
Sviluppò anche un'attività importante nell'ambito della creazione letteraria. Fu membro della generazione del ’70, e partecipò nella fondazione delle collezioni di poesia Llibres del Mall e Ausiàs March (1973), dove egli pubblicò i suoi primi libri di versi. Fu critico letterario nonché autore di un'opera teatrale religiosa e una novella. Le sue traduzioni di autori antichi e moderni hanno goduto di una grande diffusione.

## Pubblicazioni principali

### Poesia
- Temps de tempesta (1974). (CA)
- Encalçar el vent (1976). (CA)
- Dura llavor secreta (1990). (CA)
- D’ara i de sempre (2000). (CA)
- Cobles devotes (2010). (CA)

### Narrativa
- El Perdut i el seu mirall, raccolta di novelle (2016). (CA)

### Critica letteraria
- Lletres d’enguany i d’antany (2003). (CA)
- Estudis de literatura catalana moderna i altres assaigs (2013). (CA)
- Traduzioni al catalano di autori di tutte le epoche della latinità, tra i quali figurano Catulo, Virgilio, Orazio, Ovidio, Suetonio, Agostino d'Ippona, l'Abate Oliva, Anselmo di Canterbury, Raimondo Lullo, Erasmo da Rotterdam, Roberto Bellarmino, Francesc Calça, John Locke e Baruch Spinoza. (CA) [2]
- La poesia llatina dels Països Catalans (Segles X-XX) (1996). (CA)
- La poesia llatina de Montserrat en els segles XVI-XVII (El Còdex Brenach de l’Arxiu Episcopal de Vic) (1998). (CA)
- Raimundi Lulli Opera Latina. 97-100. In Cypro, Alleas in Cilicia deque transmarinis ueniente annis MCCCI-MCCCII compilata (2005). (LA)
- Raimundi Lulli Opera Latina 7-9, annis 1274-1276 composita (2009). (LA)
- Sobre Ramon Llull (2013). (CA)
- De l’Edat Mitjana al Dos mil. Estudis sobre la tradició clàssica a Catalunya. (2009). (CA)
- Studi su Ramon Llull, Jaime Balmes, Jacint Verdaguer, Josep Torras i Bages, Àngel Guimerà, Josep Carner, Miquel Martí i Pol, Joan Triadú, Albert Manent ed altri autori del secolo XX. (CA)
- Editori degli epistolari di Josep Torras i Bages e Josep Carner, e collaboratore nell'edizione di quello di Carles Riba. (CA)
- Carles Riba (1893-1959) (1989). (CA)
- La plenitud poètica de Carles Riba. El període de les ‘Elegies de Bierville' (1994). (CA)
- Les dames de Josep Carner (1998). (CA)
- Carles Riba i Joan Maragall o la moral de la paraula (2011). (CA)
- La lenta agonia del català, o l’ús de la llengua en els mitjans de comunicació (2013). (CA)
- El parlar d’una familia vigatana (2014). (CA)
- Traduzione della Rhetorica ad Herennium (2000). (CA)
- L’art de la paraula (2000), il primo trattato di retorica e poetica completo apparso in catalano. (CA)
- Edizione della Rhetorica nova di Raimondo Lullo. (LA)

## Premi
- Premio alla megliore traduzione catalana dell'anno 1982, concesso dalla Generalitat de Catalunya.
- V Premio Fondazione Congresso di Cultura Catalana di Biografia e Studi Storici (1988).
- Premio della Critica ‘Serra d’Or’ 1990.
- Premio Josep Carner, dell'Institut d'Estudis Catalans (1997).
- Premio di Critica Letteraria Jaume Bofill i Ferro (1999).
- Premio Camilo José Cela di critica letteraria, nei Premi Ciutat de Palma (2010).